# Ceti Chasma
Ceti Chasma és una estructura geològica del tipus chasma a la superfície de Mart, situada amb el sistema de coordenades planetocèntriques a -4.88 ° de latitud N i 292.03 ° de longitud E. Fa 49.77 km de diàmetre. El nom va ser fet oficial per la UAI l'any 1985 i pren el nom d'una característica d'albedo localitzada a 10 ° de latitud S i 74 ° de longitud O.